# Campionati europei di atletica leggera 2018 - Marcia 50 km maschile
La marcia 50 km maschile ai campionati europei di atletica leggera 2018 si è svolta il 7 agosto 2018.

## Podio
| Oro     | Mar'jan Zakal'nyc'kyj Ucraina |
| Argento | Matej Tóth Slovacchia         |
| Bronzo  | Dzmitry Dziubin Bielorussia   |

## Record
Prima di questa competizione, il record del mondo (RM), il record europeo (EU) ed il record dei campionati (RC) erano i seguenti:
| Record                | Prestazione | Atleta               | Data                            | Competizione |
| --------------------- | ----------- | -------------------- | ------------------------------- | ------------ |
| Record mondiale       | 3h32'33     | Yohann Diniz Francia | 15 agosto 2014 Zurigo, Svizzera | Europei 2014 |
| Record europeo        | 3h32'33     | Yohann Diniz Francia | 15 agosto 2014 Zurigo, Svizzera | Europei 2014 |
| Record dei campionati | 3h32'33     | Yohann Diniz Francia | 15 agosto 2014 Zurigo, Svizzera | Europei 2014 |

## Risultati
| Pos.    | Nome                  | Nazionalità | Tempo   | Note                                     |
| ------- | --------------------- | ----------- | ------- | ---------------------------------------- |
| Oro     | Mar'jan Zakal'nyc'kyj | Ucraina     | 3h46'32 |                                          |
| Argento | Matej Tóth            | Slovacchia  | 3h47'27 |                                          |
| Bronzo  | Dzmitry Dziubin       | Bielorussia | 3h47'59 | Miglior prestazione personale            |
| 4       | Håvard Haukenes       | Norvegia    | 3h48'35 |                                          |
| 5       | Carl Dohmann          | Germania    | 3h50'27 | Miglior prestazione personale stagionale |
| 6       | Rafał Augustyn        | Polonia     | 3h51'37 |                                          |
| 7       | Rafał Sikora          | Polonia     | 3h52'56 |                                          |
| 8       | Nathaniel Seiler      | Germania    | 3h54'08 | Miglior prestazione personale            |
| 9       | José Ignacio Díaz     | Spagna      | 3h55'28 | Miglior prestazione personale stagionale |
| 10      | Marco De Luca         | Italia      | 3h55'47 |                                          |
| 11      | Andrea Agrusti        | Italia      | 3h57'03 |                                          |
| 12      | Adrian Błocki         | Polonia     | 3h57'11 |                                          |
| 13      | Bence Venyercsán      | Ungheria    | 3h58'25 | Miglior prestazione nazionale under 23   |
| 14      | Arturas Mastianica    | Lituania    | 3h58'29 | Miglior prestazione personale            |
| 15      | Dušan Majdán          | Slovacchia  | 3h59'21 | Miglior prestazione personale stagionale |
| 16      | Iwan Banseruk         | Ucraina     | 4h00'57 |                                          |
| 17      | Tadas Šuškevičius     | Lituania    | 4h01'30 |                                          |
| 18      | Walerij Litanjuk      | Ucraina     | 4h01'33 |                                          |
| 19      | Brendan Boyce         | Irlanda     | 4h02'14 |                                          |
| 20      | Anatole Ibáñez        | Svezia      | 4h03'53 | Miglior prestazione personale stagionale |
| 21      | Lukáš Gdula           | Rep. Ceca   | 4h05'44 |                                          |
| 22      | Marc Tur              | Spagna      | 4h09'18 |                                          |
| 23      | Anders Hansson        | Svezia      | 4h11'36 | Miglior prestazione personale stagionale |
| 24      | Pedro Isidro          | Portogallo  | 4h11'44 |                                          |
| 25      | Bruno Erent           | Croazia     | 4h24'20 |                                          |
| 26      | Jarkko Kinnunen       | Finlandia   | 4h24'59 |                                          |
|         | Veli-Matti Partanen   | Finlandia   | dnf     |                                          |
|         | Florin Alin Stirbu    | Romania     | dnf     |                                          |
|         | Michele Antonelli     | Italia      | dnf     |                                          |
|         | Jesús Ángel García    | Spagna      | dnf     |                                          |
|         | Arnis Rumbenieks      | Lettonia    | dnf     |                                          |
|         | Narcis Ştefan Mihăilă | Romania     | dnf     |                                          |
|         | Máté Helebrandt       | Ungheria    | dnf     |                                          |
|         | Aleksi Ojala          | Finlandia   | dnf     |                                          |
|         | João Vieira           | Portogallo  | dnf     |                                          |
|         | Karl Junghannß        | Germania    | dq      |                                          |